# CA Huracán
Club Atlético Huracán je argentinský fotbalový klub z jižního předměstí Buenos Aires, který je účastníkem nejvyšší argentinské soutěže. Získal pět titulů mistra Argentiny. Klubové barvy jsou červená a bílá.

## Historie
V roce 1903 založila skupina studentů ve čtvrti Nueva Pompeya klub Los Chiquitos de Pompeya (Děti z Pompeya), roku 1907 přejmenovaný na Verde esperanza y no pierde (Zelená naděje a žádné ztráty). Roku 1908 přijal název Huracán (Hurikán) podle stejnojmenného horkovzdušného balónu argentinského vzduchoplavce Jorge Newberyho, balón se objevil také v klubovém znaku. Newbery přijal čestné předsednictví klubu, protože Huracán postoupil ze třetí ligy do první, stejně jako jeho balón přeletěl tři země (Brazílii, Uruguay a Argentinu). Huracán má přezdívku El Globo (Balón), říká se mu také Quemeros (Paliči) podle toho, že původní hřiště leželo nedaleko městské spalovny odpadků. V roce 1947 se klub přestěhoval na stadión Estadio Tomás Adolfo Ducó ve čtvrti Pargue Patricios.

## Úspěchy
CA Huracán se stal čtyřikrát amatérským mistrem Argentiny (1921, 1922, 1925, 1928), po profesionalizaci ligové soutěže získal jediný titul v roce 1973, vicemistrem se stal v letech 1975, 1976, 1994 a 2009. Odehrál 75 ročníků nejvyšší soutěže (naposledy se do ní vrátil roku 2014 po tříletém pobytu ve druhé lize) a v historické tabulce ligy figuruje na osmém místě. V roce 2014 vyhrál Copa Argentina i Supercopa Argentina. Druholigové prvenství získal Huracán v letech 1990 a 2000. Na mezinárodní scéně vyhrál Copa Ciudad de Santiago 1980 a Trofeo Ibérico 1984, na Copa Sudamericana 2015 postoupil do finále, kde po dvou bezbrankových remízách prohrál s kolumbijským Independiente Santa Fe na penalty. Třikrát se zúčastnil Poháru osvoboditelů: v roce 1974 skončil v semifinálové skupině, v roce 2015 vypadl v základní skupině a v roce 2016 bylo jeho konečnou stanicí osmifinále.

## Významní hráči klubu
- Guillermo Stábile
- Herminio Masantonio
- Jorge Alberti
- Alfredo Di Stéfano
- Carlos Babington
- Osvaldo Ardiles
- René Houseman
- Walter Pelletti
- David Depetris
- Luciano Ospina